# 哈通普克羅山
16°31′04″S 70°45′29″W / 16.51778°S 70.75806°W

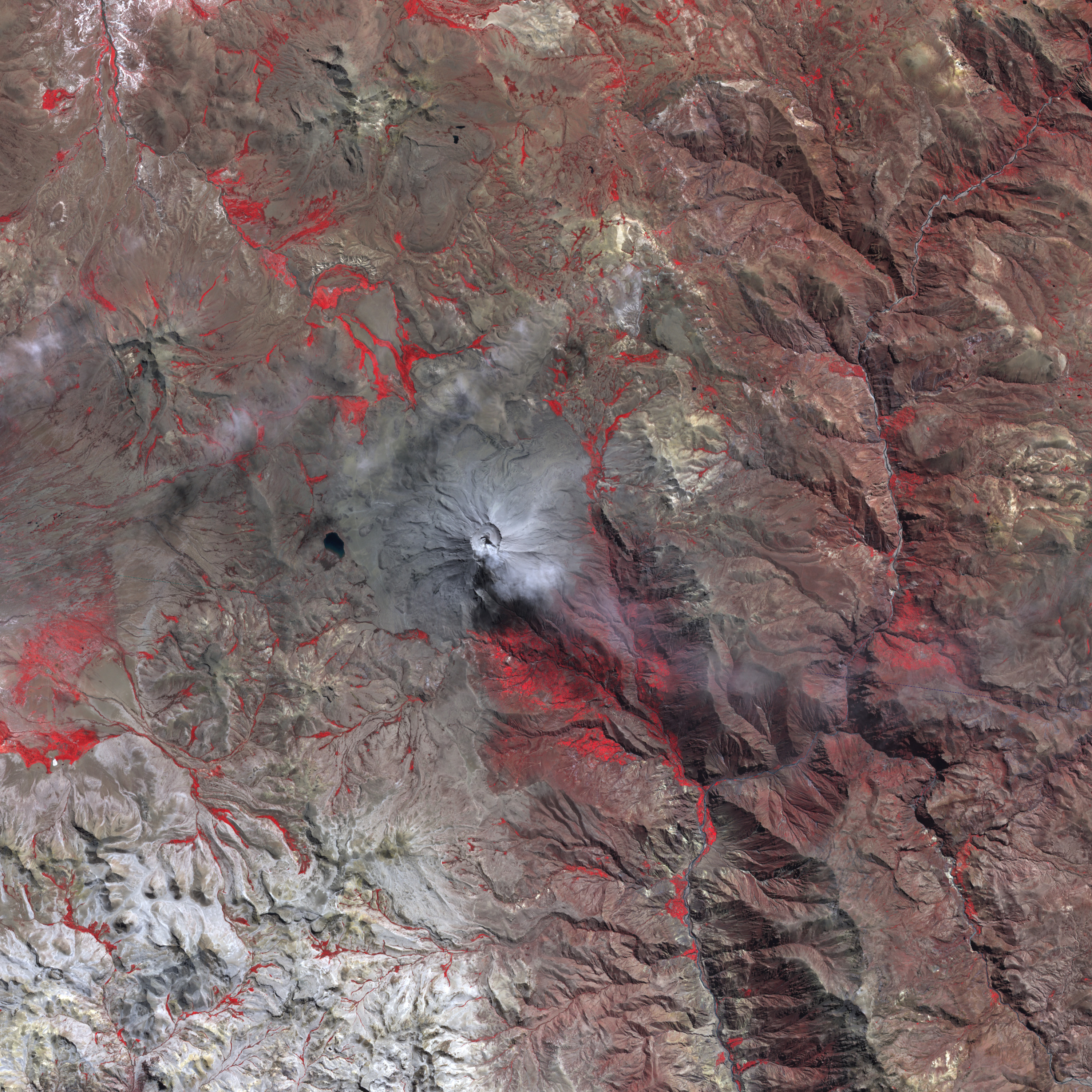

哈通普克羅山（Hatun P'ukru），是秘魯的山峰，位於該國南部莫克瓜大區，由喬哈塔區和馬塔拉克區負責管轄，屬於安地斯山脈的一部分，海拔高度5,153米。